# U-16-Fußball-Asienmeisterschaft 2016
Die 17. U-16-Fußball-Asienmeisterschaft (offiziell: 2016 AFC U-16 Championship) wurde vom 15. September bis zum 2. Oktober 2016 erstmals in Indien ausgetragen. Es traten 16 Mannschaften zunächst in der Gruppenphase in vier Gruppen und danach im K.-o.-System gegeneinander an. Das Turnier diente als asiatische Qualifikation für die U-17-Fußball-Weltmeisterschaft 2017 in Indien. Neben Gastgeber Indien qualifizierten sich die besten vier Mannschaften dafür.
Der Irak gewann das Turnier im Finale mit 4:3 im Elfmeterschießen gegen den Iran. Die beiden hatten sich im Halbfinale gegen Japan und den Titelverteidiger Nordkorea durchgesetzt. Torschützenkönig wurde der Iraker Mohammed Dawood, der sechs Tore erzielte. Er wurde außerdem zum besten Spieler des Turniers ernannt.

## Teilnehmer

### Qualifikation
Von den 47 Mitgliedsverbänden der AFC meldeten sich 45 zur Teilnahme an. Die Auslosung der Gruppen fand am 5. Juni 2015 in Kuala Lumpur statt. Die Mannschaften wurden dabei nach ihrer geographischen Lage in die Westregion, bestehend aus West-, Zentral- und Südasien, und die Ostregion, bestehend aus Südost- und Ostasien sowie Australien, verteilt. Die Westregion setzte sich aus sechs Gruppen mit vier Mannschaften und die Ostregion aus einer Gruppe mit fünf Mannschaften und vier Gruppen mit vier Mannschaften zusammen.
Die Gruppen wurden vom 2. bis zum 20. September 2015 weiterhin als Miniturniere ausgetragen, bei denen je einer der Teilnehmer als Gastgeber einer Gruppe fungierte. Jede Mannschaft spielte einmal gegen jede andere ihrer Gruppe. Die elf Gruppensieger und die vier besten Zweitplatzierten qualifizierten sich für die Endrunde. Der Gastgeber aus Indien nahm ebenfalls an der Qualifikation teil, war aber automatisch für die Endrunde gesetzt. Im Anschluss an die Qualifikation wurde Nepal im Oktober 2025 wegen Einsatz eines nicht spielberechtigten Spielers disqualifiziert und Kuwait im Mai 2026 aufgrund einer bestehenden FIFA-Suspendierung ausgeschlossen. Die beiden wurden durch Kirgisistan und den Jemen ersetzt.
Japan konnte sich zum insgesamt 13. Mal für die Endrunde qualifizieren und blieb damit Rekordteilnehmer. Dicht dahinter folgten der regionale Nachbar Südkorea mit 12 sowie mit jeweils 10 Teilnahmen der Iran, Nordkorea, Saudi-Arabien und Thailand. Für Gastgeber Indien, den Irak und den Jemen ist es jeweils die erste Teilnahme nach 2012 und für Vietnam und die Vereinigten Arabischen Emirate die erste nach 2010. Für Kirgisistan ist es sogar die erste Teilnahme überhaupt. Auf der anderen Seite überstanden neben Kuwait und Nepal mit China, Hongkong, Katar und Syrien vier weitere Teilnehmer von 2014 die Qualifikation nicht.

### Auslosung
Die Gruppenauslosung fand am 26. Mai 2016 im indischen Bundesstaat Goa statt. Die Mannschaften wurden entsprechend ihren Platzierungen bei der letzten Austragung im September 2014 auf vier verschiedene Lostöpfe verteilt und in vier verschiedene Gruppen mit jeweils vier Mannschaften gelost. Gastgeber Indien war bereits als Gruppenkopf der Gruppe A gesetzt.
- Lostopf 1: Indien, Nordkorea, Südkorea, Australien,
- Lostopf 2: Iran, Malaysia, Japan, Usbekistan
- Lostopf 3: Thailand, Saudi-Arabien, Oman, Vietnam
- Lostopf 4: Ver. Arab. Emirate, Jemen, Kirgisistan, Irak

Die Auslosung ergab folgende Gruppeneinteilung:
| Gruppe A           | Gruppe B    | Gruppe C | Gruppe D   |
| ------------------ | ----------- | -------- | ---------- |
| Indien             | Australien  | Südkorea | Nordkorea  |
| Iran               | Japan       | Malaysia | Usbekistan |
| Saudi-Arabien      | Vietnam     | Oman     | Thailand   |
| Ver. Arab. Emirate | Kirgisistan | Irak     | Jemen      |

### Kader
Jede Mannschaft bestand aus höchstens 23 Spielern, von denen mindestens drei Torhüter sein mussten. Teilnahmeberechtigt waren Spieler, die am oder nach dem 1. Januar 2000 geboren wurden.

## Spielorte
Von der AFC wurden die zwei Städte Margao und Bambolim als Spielorte genannt, die beide im Bundesstaat Goa im Westen Indiens liegen. Im Fatorda Stadium fand sowohl das Eröffnungs- als auch das Endspiel statt.
Das größte Stadion war das Fatorda Stadium mit einer Kapazität von über 19.000 Zuschauern, das kleinste Stadion hingegen, das GMC Athletic Stadium bot nur Platz für runde 3.600 Zuschauer.
| Margao                           | Bambolim                              |
| -------------------------------- | ------------------------------------- |
| Fatorda Stadium Kapazität: 19.00 | GMC Athletic Stadium Kapazität: 3.600 |
| Fatorda Stadium                  |                                       |

## Gruppenphase
Die Gruppensieger und -zweiten qualifizierten sich für das Viertelfinale, die Dritt- und Viertplatzierten schieden aus dem Wettbewerb aus. Bei Punktgleichheit zweier oder mehrerer Mannschaften wurde die Platzierung durch folgende Kriterien ermittelt:
1. Anzahl Punkte im direkten Vergleich
2. Tordifferenz im direkten Vergleich
3. Anzahl Tore im direkten Vergleich
4. Wenn nach der Anwendung der Kriterien 1 bis 3 immer noch mehrere Mannschaften denselben Tabellenplatz belegten, wurden die Kriterien 1 bis 3 erneut angewendet, jedoch ausschließlich auf die Direktbegegnungen der betreffenden Mannschaften. Sollte auch dies zu keiner definitiven Platzierung führen, wurden die Kriterien 5 bis 9 angewendet.
5. Tordifferenz aus allen Gruppenspielen
6. Anzahl Tore in allen Gruppenspielen
7. Wenn es nur um zwei Mannschaften gegangen wäre und diese beiden auf dem Platz gestanden hätten, wäre es zwischen diesen zu einem Elfmeterschießen gekommen.
8. Niedrigere Anzahl Punkte durch Gelbe und Rote Karten (Gelbe Karte 1 Punkt, Gelb-Rote und Rote Karte 3 Punkte, Gelbe Karte auf die eine direkte Rote Karte folgt 4 Punkte)
9. Losziehung

### Gruppe A
| Pl. | Land               | Sp. | S | U | N | Tore    | Diff. | Punkte |
| --- | ------------------ | --- | - | - | - | ------- | ----- | ------ |
| 1.  | Iran               | 3   | 2 | 1 | 0 | 007:300 | +4    | 07     |
| 2.  | Ver. Arab. Emirate | 3   | 2 | 1 | 0 | 007:400 | +3    | 07     |
| 3.  | Saudi-Arabien      | 3   | 0 | 1 | 2 | 006:900 | −3    | 01     |
| 4.  | Indien             | 3   | 0 | 1 | 2 | 005:900 | −4    | 01     |

| 15. September 2016, 16:00 Uhr (12:30 Uhr MESZ) in Margao   |   |                    |           |
| Iran                                                       | – | Saudi-Arabien      | 3:2 (0:2) |
| 15. September 2016, 19:00 Uhr (15:30 Uhr MESZ) in Margao   |   |                    |           |
| Indien                                                     | – | Ver. Arab. Emirate | 2:3 (2:1) |
| 18. September 2016, 16:00 Uhr (12:30 Uhr MESZ) in Margao   |   |                    |           |
| Ver. Arab. Emirate                                         | – | Iran               | 1:1 (0:0) |
| 18. September 2016, 19:00 Uhr (15:30 Uhr MESZ) in Margao   |   |                    |           |
| Saudi-Arabien                                              | – | Indien             | 3:3 (1:2) |
| 21. September 2016, 19:00 Uhr (15:30 Uhr MESZ) in Margao   |   |                    |           |
| Indien                                                     | – | Iran               | 0:3 (0:1) |
| 21. September 2016, 19:00 Uhr (15:30 Uhr MESZ) in Bambolim |   |                    |           |
| Saudi-Arabien                                              | – | Ver. Arab. Emirate | 1:3 (0:1) |

### Gruppe B
| Pl. | Land        | Sp. | S | U | N | Tore    | Diff. | Punkte |
| --- | ----------- | --- | - | - | - | ------- | ----- | ------ |
| 1.  | Japan       | 3   | 3 | 0 | 0 | 021:000 | +21   | 09     |
| 2.  | Vietnam     | 3   | 2 | 0 | 1 | 006:100 | −4    | 06     |
| 3.  | Kirgisistan | 3   | 1 | 0 | 2 | 002:110 | −9    | 03     |
| 4.  | Australien  | 3   | 0 | 0 | 3 | 002:100 | −8    | 0      |

| 16. September 2016, 16:00 Uhr (12:30 Uhr MESZ) in Bambolim |   |             |           |
| Australien                                                 | – | Kirgisistan | 0:1 (0:0) |
| 16. September 2016, 20:00 Uhr (16:30 Uhr MESZ) in Bambolim |   |             |           |
| Japan                                                      | – | Vietnam     | 7:0 (3:0) |
| 19. September 2016, 16:00 Uhr (12:30 Uhr MESZ) in Bambolim |   |             |           |
| Kirgisistan                                                | – | Japan       | 0:8 (0:3) |
| 19. September 2016, 20:00 Uhr (16:30 Uhr MESZ) in Bambolim |   |             |           |
| Vietnam                                                    | – | Australien  | 3:2 (0:2) |
| 22. September 2016, 16:00 Uhr (12:30 Uhr MESZ) in Bambolim |   |             |           |
| Australien                                                 | – | Japan       | 0:6 (0:1) |
| 22. September 2016, 16:00 Uhr (12:30 Uhr MESZ) in Margao   |   |             |           |
| Vietnam                                                    | – | Kirgisistan | 3:1 (1:1) |

### Gruppe C
| Pl. | Land     | Sp. | S | U | N | Tore    | Diff. | Punkte |
| --- | -------- | --- | - | - | - | ------- | ----- | ------ |
| 1.  | Oman     | 3   | 1 | 2 | 0 | 004:100 | +3    | 05     |
| 2.  | Irak     | 3   | 1 | 2 | 0 | 004:300 | +1    | 05     |
| 3.  | Südkorea | 3   | 1 | 1 | 1 | 004:200 | +2    | 04     |
| 4.  | Malaysia | 3   | 0 | 1 | 2 | 001:700 | −6    | 01     |

| 16. September 2016, 16:00 Uhr (12:30 Uhr MESZ) in Margao   |   |          |           |
| Südkorea                                                   | – | Irak     | 1:2 (1:1) |
| 16. September 2016, 19:00 Uhr (15:30 Uhr MESZ) in Margao   |   |          |           |
| Malaysia                                                   | – | Oman     | 0:3 (0:1) |
| 19. September 2016, 16:00 Uhr (12:30 Uhr MESZ) in Margao   |   |          |           |
| Irak                                                       | – | Malaysia | 1:1 (1:0) |
| 19. September 2016, 19:00 Uhr (15:30 Uhr MESZ) in Margao   |   |          |           |
| Oman                                                       | – | Südkorea | 0:0       |
| 22. September 2016, 20:00 Uhr (16:30 Uhr MESZ) in Margao   |   |          |           |
| Südkorea                                                   | – | Malaysia | 3:0 (2:0) |
| 22. September 2016, 20:00 Uhr (16:30 Uhr MESZ) in Bambolim |   |          |           |
| Oman                                                       | – | Irak     | 1:1 (0:1) |

### Gruppe D
| Pl. | Land       | Sp. | S | U | N | Tore    | Diff. | Punkte |
| --- | ---------- | --- | - | - | - | ------- | ----- | ------ |
| 1.  | Usbekistan | 3   | 3 | 0 | 0 | 009:400 | +5    | 09     |
| 2.  | Nordkorea  | 3   | 2 | 0 | 1 | 007:400 | +3    | 06     |
| 3.  | Jemen      | 3   | 0 | 1 | 2 | 001:400 | −3    | 01     |
| 4.  | Thailand   | 3   | 0 | 1 | 2 | 005:100 | −5    | 01     |

| 17. September 2016, 16:00 Uhr (12:30 Uhr MESZ) in Bambolim |   |            |           |
| Nordkorea                                                  | – | Jemen      | 2:0 (0:0) |
| 17. September 2016, 20:00 Uhr (16:30 Uhr MESZ) in Bambolim |   |            |           |
| Usbekistan                                                 | – | Thailand   | 5:3 (2:1) |
| 20. September 2016, 16:00 Uhr (12:30 Uhr MESZ) in Bambolim |   |            |           |
| Jemen                                                      | – | Usbekistan | 0:1 (0:0) |
| 20. September 2016, 20:00 Uhr (16:30 Uhr MESZ) in Bambolim |   |            |           |
| Thailand                                                   | – | Nordkorea  | 1:4 (0:1) |
| 23. September 2016, 19:00 Uhr (15:30 Uhr MESZ) in Bambolim |   |            |           |
| Nordkorea                                                  | – | Usbekistan | 1:3 (0:0) |
| 23. September 2016, 19:00 Uhr (15:30 Uhr MESZ) in Margao   |   |            |           |
| Thailand                                                   | – | Jemen      | 1:1 (0:1) |

## Finalrunde
Das Viertel- und Halbfinale sowie das Finale wurde im K.-o.-System gespielt. Stand es bei den Spielen der Finalrunde nach der regulären Spielzeit von 90 Minuten unentschieden, kam es zur Verlängerung von zweimal 15 Minuten und eventuell (falls immer noch kein Sieger feststand) zum Elfmeterschießen.

### Spielplan
|  | Viertelfinale      | Viertelfinale |        |         | Halbfinale | Halbfinale |  |  | Finale | Finale |
|  |                    |               |        |         |            |            |  |  |        |        |
|  | Iran               | 5             |        |         |            |            |  |  |        |        |
|  | Vietnam            | 0             |        |         |            |            |  |  |        |        |
|  | Vietnam            | 0             | Iran   | 01 (6)2 |            |            |  |  |        |        |
|  |                    |               | Iran   | 01 (6)2 |            |            |  |  |        |        |
|  |                    | Nordkorea     | 1 (5)  |         |            |            |  |  |        |        |
|  | Oman               | Nordkorea     | 1 (5)  | 1 (2)   |            |            |  |  |        |        |
|  | Oman               |               |        | 1 (2)   |            |            |  |  |        |        |
|  | Nordkorea          | 01 (4)2       |        |         |            |            |  |  |        |        |
|  |                    |               | Iran   | 0 (3)   |            |            |  |  |        |        |
|  |                    | Irak          | 0 (4)2 |         |            |            |  |  |        |        |
|  | Japan              | 1             |        |         |            |            |  |  |        |        |
|  | Ver. Arab. Emirate | 0             |        |         |            |            |  |  |        |        |
|  | Ver. Arab. Emirate | 0             | Japan  | 2       |            |            |  |  |        |        |
|  |                    |               | Japan  | 2       |            |            |  |  |        |        |
|  |                    | Irak          | 4      |         |            |            |  |  |        |        |
|  | Usbekistan         | Irak          | 4      | 0       |            |            |  |  |        |        |
|  | Usbekistan         |               |        | 0       |            |            |  |  |        |        |
|  | Irak               | 2             |        |         |            |            |  |  |        |        |

1 Sieg nach Verlängerung

2 Sieg im Elfmeterschießen

### Viertelfinale
| 25. September 2016, 16:00 Uhr (12:30 Uhr MESZ) in Margao   |   |                    |                                 |
| Iran                                                       | – | Vietnam            | 5:0 (1:0)                       |
| 25. September 2016, 20:00 Uhr (16:30 Uhr MESZ) in Bambolim |   |                    |                                 |
| Japan                                                      | – | Ver. Arab. Emirate | 1:0 (1:0)                       |
| 26. September 2016, 16:00 Uhr (12:30 Uhr MESZ) in Margao   |   |                    |                                 |
| Oman                                                       | – | Nordkorea          | 1:1 n. V. (1:1, 0:0), 2:4 i. E. |
| 26. September 2016, 19:00 Uhr (15:30 Uhr MESZ) in Bambolim |   |                    |                                 |
| Usbekistan                                                 | – | Irak               | 0:2 (0:1)                       |

### Halbfinale
| 29. September 2016, 16:00 Uhr (12:30 Uhr MESZ) in Bambolim |   |           |                                 |
| Japan                                                      | – | Irak      | 2:4 (2:1)                       |
| 29. September 2016, 19:00 Uhr (15:30 Uhr MESZ) in Margao   |   |           |                                 |
| Iran                                                       | – | Nordkorea | 1:1 n. V. (1:0, 1:1), 6:5 i. E. |

### Finale
| Iran                                                                      | Iran | Irak | Irak |
| ------------------------------------------------------------------------- | --- | --- | ---- |
| Iran                                                                      | \| Finale \| \| 2. Oktober 2016 um 18:00 Uhr (14:30 Uhr MESZ) in Margao (Fatorda Stadium) \| \| Ergebnis: 0:0 n. V., 3:4 i. E. \| \| Zuschauer: 2.237 \| \| Schiedsrichter: Wang Di ( China) \| \| Spielbericht \|                                                                               | \| Finale \| \| 2. Oktober 2016 um 18:00 Uhr (14:30 Uhr MESZ) in Margao (Fatorda Stadium) \| \| Ergebnis: 0:0 n. V., 3:4 i. E. \| \| Zuschauer: 2.237 \| \| Schiedsrichter: Wang Di ( China) \| \| Spielbericht \|                                                                                 | Irak |
| Iran                                                                      | Ali Gholamzadeh – Saeid Ahani, Amirhossein Esmaeilzadeh, Taha Shariati, Ahmadreza Jalali – Amirhossein Khodamoradi, Mohammad Sharifi , Mohammadreza Ghobeishavi, Mohammad Ghaderi (83. Vahid Namdari) – Younes Delfi (69. Alireza Asadabadi), Allahyar Sayyadmanesh Cheftrainer: Abbas Chamanyan | Ali Ibadi (90.+1' Mundher Najm Abed) – Habeeb Mohammed, Ammar al-Lami, Ali Ahmed Radha, Muntadher Abdulsada, Moamel Kareem Khachi (90.+1' Ahmed Sartip) – Muntadher Mohammed, Mohammed Ridha , Mohammed Ali Abbood – Mohammed Dawood, Alaa Adnan (74. Ali Kareem Hani) Cheftrainer: Qahtan Chathir | Irak |
| Iran                                                                      | Elfmeterschießen | | Irak |
| Iran                                                                      | Ahani 1:1 Esmaeilzadeh Shariati 2:2 Sharifi 3:3 Namdari | 0:1 Radha 1:2 Abdulsada M. Mohammed 2:3 Dawood 3:4 Sartip | Irak |
| Iran                                                                      | Sayyadmanesh (38.) | Abdulsada (24.) | Irak |
| Finale                                                                    | | |      |
| 2. Oktober 2016 um 18:00 Uhr (14:30 Uhr MESZ) in Margao (Fatorda Stadium) | | |      |
| Ergebnis: 0:0 n. V., 3:4 i. E.                                            | | |      |
| Zuschauer: 2.237                                                          | | |      |
| Schiedsrichter: Wang Di ( China)                                          | | |      |
| Spielbericht                                                              | | |      |

## Beste Torschützen
Nachfolgend sind die besten Torschützen des Turnieres aufgeführt. Bei gleicher Anzahl an Toren sind die Spieler zunächst nach der Anzahl der Vorlagen und anschließend nach den Spielminuten sortiert.
| Rang | Spieler               | Tore | Vorlagen | Spielminuten |
| ---- | --------------------- | ---- | -------- | ------------ |
| 01   | Mohammed Dawood       | 6    | 0        | 552          |
| 02   | Akito Tanahashi       | 4    | 0        | 209          |
| 03   | Kye Tam               | 4    | 0        | 252          |
| 04   | Takefusa Kubo         | 4    | 0        | 300          |
| 05   | Hiroto Yamada         | 3    | 0        | 198          |
| 06   | Rasul Yoʻldoshev      | 3    | 0        | 299          |
| 07   | Alireza Asadabadi     | 3    | 0        | 301          |
| 08   | Arshad al-Alawi       | 3    | 0        | 330          |
| 09   | Kim Pom-hyok          | 3    | 0        | 390          |
| 10   | Mohammad Ghaderi      | 3    | 0        | 481          |
| 11   | Allahyar Sayyadmanesh | 3    | 0        | 492          |
| 12   | Mohammad Sharifi      | 3    | 0        | 540          |

Zu diesen besten Torschützen mit mindestens drei Toren kommen elf weitere mit je zwei Toren, 42 weitere mit je einem Tor sowie drei Eigentore.

## Schiedsrichter
Beim Turnier kamen die folgenden zwölf Schiedsrichter aus ebensovielen Ländern zum Einsatz.
Hauptschiedsrichter:
- Wang Di
- Rowan Arumughan
- Mooud Bonyadifard
- Hiroyuki Kimura
- Khamis al-Kuwari
- Yaqoob Abdul Baki
- Sukhbir Singh
- Kim Dae-yong
- Masoud Tufaylieh
- Sivakorn Pu-udom
- Çarymurat Kurbanow
- Aziz Asimov